# La vida se ha vuelto mejor
«La vida se ha vuelto mejor» (Ruso: Жить ста́ло лу́чше, tr. Zhit' stálo lúchshe, AFI: ʐɨtʲ ˈstalə ˈlut͡ʂʂɨ) es una versión generalizada de una frase pronunciada por el exsecretario general del Partido Comunista de la URSS Iósif Stalin en la Primera Reunión de la Unión de los Stajanovistas el 17 de noviembre de 1935. La cita completa de Iósif Stalin fue, cuando se tradujo al español: «La vida se ha vuelto mejor, camaradas. La vida se ha vuelto más alegre. Y cuando la vida se vuelve más alegre, el trabajo se vuelve más efectivo».

## Canción
En aproximadamente 1936 las palabras se fijaron al coro de una canción del mismo nombre, con música de Aleksandr Aleksándrov y palabras de Vasili Lebedev-Kumach. Las barras de apertura de la canción y algunas secuencias comparten un notable parecido con los del Himno Del Estado de la Unión Soviética, ya que las dos canciones tenían el mismo compositor, y elementos de "La vida se ha vuelto mejor" se utilizaron en la composición del Himno del Estado.

### Letras del primer verso
| Ruso                                                                                   | Transliteración                                                                              | Español |
| -------------------------------------------------------------------------------------- | -------------------------------------------------------------------------------------------- | --- |
| Звонки, как птицы, одна за другой Песни летят над Советской страной.                   | Zvonki, kak ptitsy, odnu za drugoy Pesni letyat nad Sovyetskoy stranoy.                      | Resonando en el aire, como pájaros, uno tras otro, Las canciones vuelan sobre la tierra soviética.                               |
| ПРИПЕВ: Весел напев городов и полей - "Жить стало лучше, Жить стало веселей!" (Дважды) | PRIPYEV: Vesel napev gorodov i poley - "Zhit' stalo luchshe, Zhit' stalo veseley!" (Dvazhdy) | ESTRIBILLO: Hermosa es la melodía de pueblos y campos - "La vida se ha vuelto mejor, La vida se ha vuelto más alegre!" (Repetir) |